# Government Communications Headquarters
Le Government Communications Headquarters (GCHQ, littéralement « quartier-général des communications du gouvernement ») est le service gouvernemental du Royaume-Uni responsable du renseignement d'origine électromagnétique et de la sécurité des systèmes d'information.
Il est placé sous la responsabilité du Secrétaire d’État britannique aux Affaires étrangères et du Commonwealth. Son rôle est de fournir au gouvernement et aux forces armées britanniques des informations collectées grâce aux techniques de renseignement d'origine électromagnétique.
Membre de l'UKUSA, il est l’un des principaux contributeurs du réseau mondial d’interception électronique Echelon. Le GCHQ constitue le plus grand service d'interception des communications occidental après la National Security Agency (NSA) américaine.
Selon The Guardian, le GCHQ comptait 5 564 agents en juillet 2016. La dernière édition (2016-2017) du rapport de l'Intelligence and Security Committee fait état de 5 806 agents au 31 mars 2016, et d'une prévision de 6 639 agents en mars 2020. Cette future augmentation des effectifs répond à une volonté d'améliorer la performance des services de lutte antiterroriste britanniques (MI5, MI6, GCHQ et Metropolitan Police Counter Terrorism Command) à la suite des attentats du 13 novembre 2015 en France.

## Organisation

### Organigramme
L'organigramme du GCHQ en 1998 était le suivant : le GCHQ est dirigé par le directeur du GCHQ et son Corporate Board qui comptait six directeurs exécutifs et deux directeurs non-exécutifs. Quatre divisions principales en dépendent :
- SIGINT Missions, qui compte les sous-divisions maths & cryptanalyse, IT & systèmes informatiques, linguistes & traduction, et l'unité d'analyse du renseignement ;
- Enterprise, qui coiffe les sous-divisions recherche appliquée & technologies émergentes, gestion des connaissances & systèmes d'information, relations avec les fournisseurs commerciaux, et biométrie ;
- Corporate management, dont les sous-divisions sont Enterprise Resource Planning System, ressources humaines, audit interne, et l'équipe d'architecture SINEWS (SIGINT New Systems) ;
- le Communications-Electronics Security Group (CESG), chargé de la sécurité de l'information.

Le directeur du GCHQ siège aux London Signals Intelligence Board (LSIB) et London Signals Intelligence Committee (LSIC) qui dirigent la politique en matière de renseignement électromagnétique.

### Directeurs
- Alastair Denniston : 1921 - 1944
- Edward Travis : 1944 - 1952
- Eric Jones : 1952 – 1960
- Clive (« Joe ») Loehnis : 1960 – 1964
- Leonard (« Joe ») Hooper : 1965 – 1973
- Arthur (« Bill ») Bonsall : 1973 – 1978
- Brian Tovey : 1978 – 1983
- Peter Marychurch : 1983 – 1989
- John Anthony Adye : 1989 – 1996
- David Omand : 1996 – 1998
- Kevin Tebbit : 1998
- Francis Richards : 1998 – 2003
- David Pepper : 2003 – 2008
- Iain Lobban : depuis 2008[7]

### Installations
D’abord transféré de Bletchley Park à RAF Eastcote (en) dans la banlieue de Londres, à Ruislip, en 1946, le GCHQ a déménagé de 1952 à 1954 en périphérie de Cheltenham sur deux sites, Oakley et Benhall. Oakley accueillit le siège du GCHQ de 1952 à 2006, jusqu'à ce qu'un nouveau bâtiment spécialement construit, dit « The Doughnut » (le beignet), ouvre en 2006 à Benhall (mais Oakley ne ferma définitivement qu'en 2012).

## Histoire
Government Communications Headquarters (littéralement « quartier général des communications du gouvernement ») était un terme inventé en 1939 pour servir de couverture à la Government Code and Cypher School (GC&CS), qui était le service de cryptographie du gouvernement britannique depuis 1919. La GC&CS fut renommée London Signals Intelligence Centre lorsqu'il déménagea de Bletchley Park en 1946. Le 1er novembre 1948, alors que le service commençait à envisager son déménagement vers Cheltenham, le nom de GCHQ fut formellement adopté et est resté en usage depuis.
Jusqu’en 1983, ce service n’existait pas officiellement.[réf. souhaitée] Il avait été utilisé l'année précédente, pendant la guerre des Malouines.
Le GCHQ fut au centre d'un long conflit entre syndicats et gouvernement. Le gouvernement Thatcher, dans les années 1980, avait interdit la syndicalisation des salariés civils au GCHQ, et avait licencié les syndiqués qui refusaient de renoncer à leurs droits syndicaux contre une compensation financière. Des grèves de solidarité dans bien de secteurs de l'économie s'ensuivirent, car les syndiqués virent cette tentative comme un premier pas vers une restriction du syndicalisme ailleurs dans le secteur public. Des centaines de milliers de journées de grève eurent lieu. Le conflit a continué jusqu'à l'élection de Tony Blair en 1997, quand les quelques grévistes restants furent réintégrés et le droit de se syndiquer fut réaffirmé.[réf. souhaitée]
De 1990 à 1998, le GCHQ a intercepté les communications terrestres (fax, emails, télex et communications informatiques) entrant et sortant de la République irlandaise via la tour de Capenhurst, située dans une centrale nucléaire et fonctionnant 24 heures sur 24. Les communications internationales de l'Irlande transitaient alors via le câble de fibres optiques UK-Ireland I, avant d'être transmises à travers le réseau de tours de « relais-radio » hertziens de British Telecom, centralisé dans la tour de la BT à Londres, mais qui passait au-dessus de Capenhurst. Outre des informations sur le terrorisme, la tour de Capenhurst servait à l'espionnage économique ainsi qu'à l'interception des communications diplomatiques de l'Irlande et des communications personnelles de résidents irlandais notables, à l'aide de listes ciblées de numéros de téléphone ou de systèmes de reconnaissance vocale. La tour ferma en 1998, les liaisons radio ayant été remplacées par un nouveau câble de fibres optiques, qui collectent aujourd'hui les communications internationales transitant par le Royaume-Uni avant de les transmettre au GCHQ à Cheltenham.
La Cour européenne des droits de l'homme a donné gain de cause, le 1er juillet 2008, aux ONG Liberty Human Rights, British Irish Rights Watch et Irish Council for Civil Liberties, qui avaient porté plainte en 2000,. Les ONG affirmaient que leur droit à la vie privée, garanti par l'article 8 de la Convention européenne des droits de l'homme, avait été violé, notamment du fait d'imprécisions dans la formulation de la loi de 1985 régulant les interceptions de communications (Interception of Communications Act 1985),.
De 2010 à 2013, dans une opération baptisée Operation Socialist, le GCHQ espionne la société belge de télécommunications Belgacom.

## Dans la culture populaire
The Undeclared War est une mini-série britannique qui suit une jeune stagiaire au GCHQ,.